# اچ‌ام‌اس سیرت (پی۲۴۱)
اچ‌ام‌اس سیرت (پی۲۴۱) (به انگلیسی: HMS Syrtis (P241)) یک زیردریایی بود که طول آن ۲۱۷ فوت (۶۶ متر) بود. این زیردریایی در سال ۱۹۴۳ ساخته شد.